# 4774 Hobetsu
4774 Hobetsu (1991 CV1) là một tiểu hành tinh vành đai chính được phát hiện ngày 14 tháng 2 năm 1991 bởi Seiji Ueda và Hiroshi Kaneda ở Kushiro.